# Isopterygium strangulatum
Isopterygium strangulatum là một loài Rêu trong họ Hypnaceae. Loài này được (Hampe ex Müll. Hal.) Broth. mô tả khoa học đầu tiên năm 1908.